# Olympische Sommerspiele 1984/Leichtathletik – 4 × 100 m (Frauen)

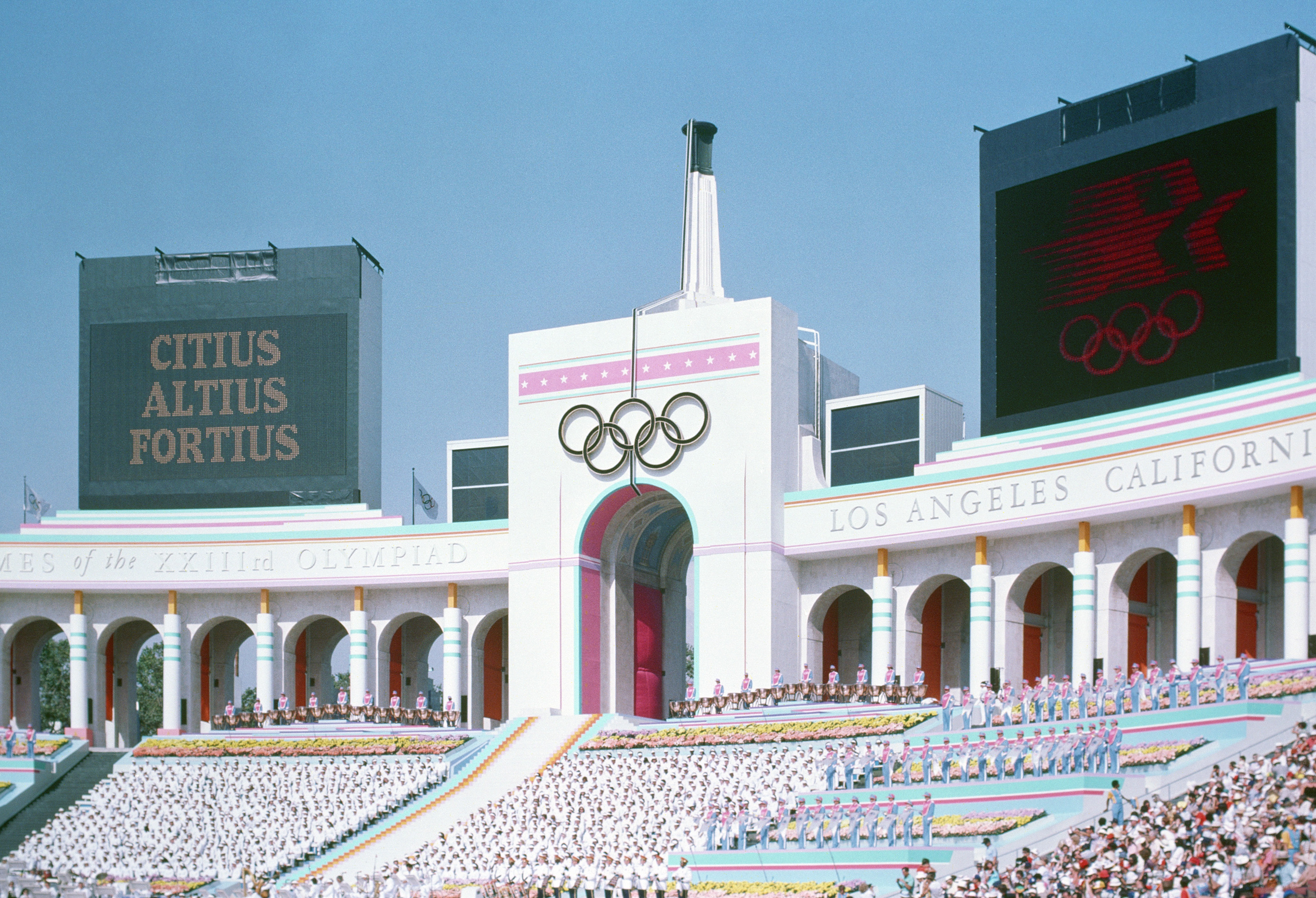
Blick auf des Eingangstor des Los Angeles Memorial Coliseum

Die 4-mal-100-Meter-Staffel der Frauen bei den Olympischen Spielen 1984 in Los Angeles wurde am 11. August 1984 im Los Angeles Memorial Coliseum ausgetragen. In elf Staffeln nahmen 45 Athletinnen teil.
Die Staffel der USA mit Alice Brown, Jeanette Bolden, Chandra Cheeseborough und Evelyn Ashford wurde Olympiasieger.
Die Silbermedaille ging an Kanada (Angela Bailey, Marita Payne, Angella Taylor, France Gareau).
Bronze gewann Großbritannien in der Besetzung Simmone Jacobs, Kathy Cook, Beverley Callender und Heather Oakes.
Die Staffel der Bundesrepublik Deutschland erreichte das Finale und belegte Rang fünf.

Staffeln aus der Schweiz, Österreich und Liechtenstein nahmen nicht teil. Die Staffel der DDR war wegen des Olympiaboykotts ebenfalls nicht dabei.

## Aktuelle Titelträgerinnen
| Olympiasiegerinnen 1980                       | DDR (Romy Müller, Bärbel Wöckel, Ingrid Auerswald, Marlies Göhr)                            | 41,60 s | Moskau 1980   |
| Weltmeisterinnen 1983                         | DDR (Silke Möller, Marita Koch, Ingrid Auerswald, Marlies Göhr)                             | 41,76 s | Helsinki 1983 |
| Europameisterinnen 1982                       | DDR (Gesine Walther, Bärbel Wöckel, Sabine Rieger, Marlies Göhr)                            | 42,19 s | Athen 1982    |
| Panamerikanische Meisterinnen 1983            | USA (Alice Jackson, Brenda Cliette, Jackie Washington, Randy Givens)                        | 43,21 s | Caracas 1983  |
| Zentralamerika- und Karibik-Meisterinnen 1983 | Bahamas                                                                                     | 45,26 s | Havanna 1983  |
| Südamerika-Meisterinnen 1983                  | Brasilien (Elba Barbosa, Juraciara da Silva, Esmeralda de Jesus Garcia, Sheila de Oliveira) | 45,4 s  | Santa Fe 1983 |
| Asienmeisterinnen 1983                        | Thailand                                                                                    | 46,12 s | Kuwait 1983   |
| Afrikameisterinnen 1982                       | Kenia                                                                                       | 46,77 s | Kairo 1982    |

## Bestehende Rekorde
| Weltrekord         | 41,53 s | DDR (Silke Gladisch, Sabine Rieger, Ingrid Auerswald, Marlies Göhr) | Berlin, DDR (heute Deutschland)                | 31. Juli 1983  |
| Olympischer Rekord | 41,60 s | DDR (Romy Müller, Bärbel Wöckel, Ingrid Auerswald, Marlies Göhr)    | Finale OS Moskau, Sowjetunion (heute Russland) | 1. August 1980 |

Der bestehende olympische Rekord wurde bei diesen Spielen nicht erreicht. Im schnellsten Rennen, dem Finale, verfehlten die Vereinigten Staaten als Olympiasieger mit 41,65 s diesen Rekord um fünf Hundertstelsekunden. Zum Weltrekord fehlten dem Team zwölf Hundertstelsekunden.

## Vorrunde
Datum: 11. August 1984
Die elf Staffeln der Vorrunde wurden in zwei Läufe gelost. Für das Finale qualifizierten sich pro Lauf die ersten drei Teams. Außerdem kamen die zwei Zeitschnellsten, die sogenannten Lucky Loser, weiter. Die direkt qualifizierten Staffeln sind hellblau, die Lucky Loser hellgrün unterlegt.
Wassana Panyapuek, die in der thailändischen Staffel eingesetzt wurde, war mit fünfzehn Jahren die jüngste Teilnehmerin insgesamt bei den olympischen Leichtathletik-Wettbewerben von Los Angeles.
Die Staffel der USA erzielte mit 42,59 s in Lauf zwei die schnellste Vorlaufzeit. Die langsamste direkt qualifizierte Staffel war die Mannschaft der Bundesrepublik Deutschland in Lauf zwei mit 44,30 s. Die schnellste Staffel, die sich nicht qualifizieren konnte, war mit 45,20 s in Lauf zwei das Team aus Ghana.

### Vorlauf 1
| Platz | Staffel        | Besetzung                                                            | Zeit    |
| ----- | -------------- | -------------------------------------------------------------------- | ------- |
| 1     | Jamaika        | Janet Burke Grace Jackson Veronica Findlay Merlene Ottey-Page        | 43,05 s |
| 2     | Großbritannien | Simmone Jacobs Kathy Cook Beverley Callender Heather Oakes           | 43,37 s |
| 3     | Frankreich     | Rose-Aimée Bacoul Liliane Gaschet Marie-France Loval Raymonde Naigre | 43,64 s |
| 4     | Bahamas        | Eldece Clarke Pauline Davis Debbie Greene Oralee Fowler              | 44,15 s |
| 5     | Thailand       | Ratjai Sripet Wallapa Tangjitnusom Jaree Pararach Wassana Panyapuek  | 45,62 s |

### Vorlauf 2
| Platz | Staffel             | Besetzung                                                           | Zeit    |
| ----- | ------------------- | ------------------------------------------------------------------- | ------- |
| 1     | USA                 | Alice Brown Jeanette Bolden Chandra Cheeseborough Evelyn Ashford    | 42,59 s |
| 2     | Kanada              | Angela Bailey Marita Payne Angella Taylor France Gareau             | 43,53 s |
| 3     | BR Deutschland      | Edith Oker Michaela Schabinger Heidi-Elke Gaugel Ute Thimm          | 44,30 s |
| 4     | Trinidad und Tobago | Janice Bernard Gillian Forde Esther Hope-Washington Angela Williams | 44,78 s |
| 5     | Ghana               | Grace Armah Mary Mensah Cynthia Quartey Doris Wiredu                | 45,20 s |
| 6     | Gambia              | Jabou Jawo Amie Ndow Victoria Decka Georgiana Freeman               | 47,18 s |

## Finale
Datum: 11. August 1984
| Platz | Staffel             | Besetzung                                                                                                   | Zeit    |
| ----- | ------------------- | --- | ------- |
| 1     | USA                 | Alice Brown Jeanette Bolden Chandra Cheeseborough Evelyn Ashford                                            | 41,65 s |
| 2     | Kanada              | Angela Bailey Marita Payne Angella Taylor France Gareau                                                     | 42,77 s |
| 3     | Großbritannien      | Simmone Jacobs Kathy Cook Beverley Callender Heather Oakes                                                  | 43,11 s |
| 4     | Frankreich          | Rose-Aimée Bacoul Liliane Gaschet Marie-France Loval Raymonde Naigre                                        | 43,15 s |
| 5     | BR Deutschland      | Edith Oker Michaela Schabinger Heidi-Elke Gaugel Ute Thimm                                                  | 43,57 s |
| 6     | Bahamas             | Eldece Clarke Pauline Davis Debbie Greene Oralee Fowler                                                     | 44,18 s |
| 7     | Trinidad und Tobago | Janice Bernard Gillian Forde Esther Hope-Washington Angela Williams                                         | 44,23 s |
| 8     | Jamaika             | Juliet Cuthbert (Finale) Grace Jackson Veronica Findlay Merlene Ottey-Page im Vorlauf außerdem: Janet Burke | 53,54 s |

Das Finale wurde am selben Tag wie die Vorläufe durchgeführt. Gegenüber der Vorrunde gab es nur eine Besetzungsänderung. Bei Jamaika ersetzte Juliet Cuthbert die Startläuferin Janet Burke.
Bedingt durch den Olympiaboykott war die zu der Zeit beste Staffel, das Team der DDR, nicht dabei. Daher war die US-Staffel favorisiert, insbesondere vor heimischem Publikum.
Die US-Läuferin Alice Brown erwischte einen guten Start und führte das Feld vor Kanada und Frankreich an. Beim ersten Wechsel Jamaikas zwischen Juliet Cuthbert und Grace Jackson fiel der Staffelstab zu Boden. Somit hatte das Team, das 1980 die Bronzemedaille gewonnen hatte, keine Chance mehr. Aber Jackson hob den Stab wieder auf und sprintete dem Feld hinterher. Schließlich belegte Jamaika den achten und letzten Platz im Finale. Während Jeanette Bolden den Abstand für die USA zu den nächsten Staffeln gleich hielt, konnte Chandra Cheeseborough den Vorsprung weiter ausbauen. Evelyn Ashford als Schlussläuferin stellte den klaren Sieg der Vereinigten Staaten vor den Kanadierinnen sicher. Die britische Schlussläuferin Heather Oakes zog an der Französin Raymonde Naigre vorbei, so gewannen die Britinnen die Bronzemedaille. Hinter Frankreich platzierte sich die bundesdeutsche Staffel auf Platz fünf vor den drei karibischen Mannschaften aus Bahamas, Trinidad und Tobago sowie Jamaika.
Die Siegeszeit der USA von 41,65 s war die schnellste Zeit einer Mannschaft, die nicht aus der DDR stammte. Die Leistung lag nur fünf Hundertstelsekunden hinter dem olympischen Rekord und zwölf Hundertstelsekunden hinter dem Weltrekord der DDR zurück.

## Videolinks
- 1984 Olympics 4x100m relay Final - Women, youtube.com, abgerufen am 15. November 2021
- 1984 Olympic Games Women's 4x100 Meter Relay, youtube.com, abgerufen am 14. Januar 2018